# Félix Cottrau
Pierre-Félix Cottrau ou Cottreau, né le 6 mars 1799 à Paris, où il est mort le 19 décembre 1852, est un peintre français de portraits, de genre et d’histoire.

## Biographie
Fils de Guillaume Joseph Cottrau et de la comtesse Adélaïde Girault d’Egrefeuille, Cottrau a grandi à Paris, puis à Naples, où son père a occupé des postes de responsabilité au ministère de l’Intérieur et de l’administration de la culture du royaume de Naples, à la suite de Joseph Bonaparte et Joachim Murat.
Après avoir commencé des études au collège de la marine de Naples, il a reçu une formation académique de peintre à Paris, après que son père a perdu sa place à Naples, à la chute de l’Empire. Il a vécu à Naples au milieu des années 1820. Faisant de fréquentes excursions à Rome, il s’y est lié avec plusieurs artistes français, et a même servi de modèle à Louis Léopold Robert pour le Moissonneur dansant, une faucille à la main, dans les marais pontins, et à Francisque Duret pour ses deux Danseurs napolitains.
Sa rencontre, à Rome, de la connaissance des membres de la famille de Napoléon, qui y résidaient, a été, pour lui, le commencement d’un dévouement et presque un culte, qui devaient l’accompagner jusqu’au tombeau. Une aventure qui n’avait rien de politique l’ayant forcé à s’éloigner de Naples, il s’est établi à Rome, qu’il n’a quitté qu’en 1830, pour venir s’établir à Paris. De 1827 à 1845, il a participé à des expositions du Salon de Paris avec des portraits ainsi que des images à contenu religieux et historique, comme Moïse exposé, l’Adoration des Mages, la Promenade sur le lac, ou la Scène vénitienne. Favori d’Hortense de Beauharnais, il a réalisé plusieurs portraits d’elle ainsi que de sa famille, notamment celui de son fils Napoléon Louis Bonaparte. Il a ensuite reçu plusieurs commandes du roi de Bavière et d’autres princes souverains de l’Allemagne.
Il faisait de fréquents voyages à Arenenberg, en Suisse, où les membres de la famille impériale avaient établi leur résidence. C’est dans cette retraite que Chateaubriand lui a consacré quelques ligues en parlant d’une visite à Arenenberg, le 29 août 1852 : « Après le diner, écrit-il, madame de Saint-Leu s’est mise à son piano avec M. Cottrau, grand jeune peintre à moustaches, à chapeau de paille, à blouse, à col de chemise rabattu, à costume bizarre. Il chassait, il peignait, il chantait, il riait, spirituel et bruyant. »
De retour à Paris, en 1839, il ne s’en est éloigné qu’en 1841, avec la mission d’aller à La Haye faire une copie de la Leçon d’anatomie de Rembrandt, œuvre aujourd’hui à l’École de médecine, qui lui a valu la décoration de la Légion d’honneur, en 1846. Pendant qu’il travaillait à cette copie, Guillaume II, le roi des Pays-Bas, qui avait entendu élogieusement parler de lui, se l’est fait présenter. Lui ayant fait le meilleur accueil, il lui a commandé un tableau de l’inauguration de la statue de Guillaume le Taciturne, avec les portraits de tous les dignitaires qui y figuraient, puis son propre portrait. Comme il n’y avait encore eu qu’une seule séance de donnée, à la mort du roi, survenue au mois de mars 1849, il a connu de graves problèmes financiers, n’ayant reçu que 500 florins pour le portrait du roi sur les 4 000 florins promis pour la statue de Guillaume le Taciturne. Lassé de l’inutilité de ses réclamations auprès de la commission chargée de liquider les dettes du feu roi, il est revenu à Paris, où il a été nommé inspecteur général des Beaux-Arts.
En 1852, il a été Inspecteur des Beaux-Arts pour Napoléon III. Chargé d’aller faire quelques achats à la vente des tableaux du feu roi des Pays-Bas, à son retour à Paris, il a ressenti les premières atteintes du mal auquel il devait succomber. Il a été enterré au cimetière du Montparnasse. Dantan fils a sculpté son buste à Rome en 1829.

## Œuvres
- Le Docteur Conneau en docteur Faust, 1832, Compiègne, musée national du château de Compiègne.
- La Rentrée du viatique dans l’église de Santa-Lucia à Naples, 1833, Rennes, musée des beaux-arts.
- La Reine Hortense, 1837, Rueil-Malmaison, musée national des châteaux de Malmaison et de Bois-Préau.
- Portrait de Jenny Vertpré, 1843, Bordeaux, musée des beaux-arts.
- Portrait inachevé de la Reine Hortense, Rueil-Malmaison, musée national des châteaux de Malmaison et de Bois-Préau.
- Vision de Saint Hubert, 1843, Paris, musée du Louvre.
- Salon de la Reine Hortense à Rome, Rueil-Malmaison, musée national des châteaux de Malmaison et de Bois-Préau.
- Le Prince Napoléon-Louis Bonaparte (1804-1831), Rueil-Malmaison, musée national des châteaux de Malmaison et de Bois-Préau.